# Виборчий округ 202
Виборчий округ 202 — виборчий округ в Чернівецькій області. В сучасному вигляді був утворений 28 квітня 2012 постановою ЦВК №82 (до цього моменту існувала інша система виборчих округів). Окружна виборча комісія цього округу розташовується в приміщенні Чернівецької філії ПАТ "Укртелеком" за адресою м. Сторожинець, вул. Чернівецька, 4.
До складу округу входять Вижницький, Кіцманський, Путильський райони, частина Сторожинецького району (окрім території на північний схід від міста Сторожинець). Виборчий округ 202 межує з округом 89 на південному заході, на заході і на північному заході, з округом 88 на півночі, з округом 204 на північному сході, з округом 203 на сході та обмежений державним кордоном з Румунією на південному сході і на півдні. Виборчий округ №202 складається з виборчих дільниць під номерами 730001-730041, 730185-730235, 730279-730307, 730338-730351, 730355-730361, 730364-730366, 730368-730375, 730378, 730381-730387 та 730390-730394.

## Народні депутати від округу
| Ім'я                           | Фото | Партія               | Скликання | Дата набуття повноважень | Дата припинення повноважень |
| ------------------------------ | ---- | -------------------- | --------- | ------------------------ | --------------------------- |
| Фищук Олександр Георгійович    |      | Батьківщина          | 7-ме      | 12 грудня 2012           | 27 листопада 2014           |
| Рибак Іван Петрович            |      | Блок Петра Порошенка | 8-ме      | 27 листопада 2014        | 29 серпня 2019              |
| Заремський Максим Валентинович |      | Слуга народу         | 9-те      | 29 серпня 2019           |                             |

## Результати виборів

### Парламентські

#### 2019
Кандидати-мажоритарники:
- Заремський Максим Валентинович (Слуга народу)
- Рибак Іван Петрович (самовисування)
- Маковей Андрій Дмитрович (Батьківщина)
- Фрей Петро Прокопович (самовисування)
- Орендович Микола Вікторович (самовисування)
- Тичина Іван Георгійович (самовисування)
- Кисилиця Віталій Георгійович (Опозиційна платформа — За життя)
- Фищук Олександр Георгійович (Сила і честь)
- Гілюк Володимир Васильович (Радикальна партія)
- Поклітар Ростислав Іванович (Свобода)
- Купчанко Олександр Северинович (Європейська Солідарність)
- Шаповалова Катерина Геннадіївна (самовисування)
- Чорней Михайло Васильович (Самопоміч)
- Антонюк Ірина Валеріївна (Аграрна партія України)
- Тодеренчук Василь Мірчович (самовисування)
- Козак Ігор Степанович (Опозиційний блок)
- Поляк Василь Васильович (самовисування)
- Мангер Михайло Васильович (самовисування)
- Шлемко Володимир Теофілович (самовисування)

#### 2014
Кандидати-мажоритарники:
- Рибак Іван Петрович (Блок Петра Порошенка)
- Фищук Олександр Георгійович (Народний фронт)
- Маковей Андрій Дмитрович (самовисування)
- Карлійчук Микола Миколайович (самовисування)
- Філіпчук Василь Олександрович (Громадянська позиція)
- Філіпчук Георгій Георгійович (Батьківщина)
- Маковецька Інга Степанівна (Радикальна партія)
- Собко Микола Степанович (самовисування)
- Ткачук Василь Миколайович (самовисування)
- Гнатишин Володимир Іванович (самовисування)
- Федорович Франц Карлович (Сильна Україна)
- Терновецький Степан Іванович (самовисування)
- Чоботар Роман Романович (самовисування)
- Чобан Емілія Петрівна (Блок лівих сил України)
- Думенко Тарас Петрович (самовисування)
- Єреміца Галина Миколаївна (самовисування)

#### 2012
Кандидати-мажоритарники:
- Фищук Олександр Георгійович (Батьківщина)
- Бауер Михайло Йозефович (Партія регіонів)
- Рибак Іван Петрович (самовисування)
- Назаренко Клавдія Дмитрівна (УДАР)
- Любимський Василь Олексійович (самовисування)
- Баскевич Ігор Володимирович (самовисування)
- Серецький Михайло Миколайович (Народна партія)
- Швигар Леонід Володимирович (Комуністична партія України)
- Манчуленко Георгій Манолійович (Собор)
- Лисюк Олександр Михайлович (самовисування)
- Токарюк Володимир Семенович (самовисування)

## Явка
Явка виборців на окрузі: